# Руски рулет (квиз)
Руски рулет је српска телевизијска емисија која се приказивала од 12. марта 2003. до 16. јула 2005, касније од 17. априла до 4. септембра 2007. године на ТВ Пинк и продукцији Emotion, која је добила лиценцу од стране Sony Pictures Television International-a. Базирана је на америчкој верзији емисије Russian Roulette. Поред квиза, постојала је и компјутерска игра, чији аутор игре Владимир Милошевић.

## Правила квиза
Руски рулет је јединствена игра у којој побеђује комбинација знања, стратегије и среће.
Пет такмичара се такмиче један против другог у четири елиминационе рунде. Након сваке рунде, такмичар је дисквалификован, а износ новца који је до тада освојио се дели на преостале учеснике. Ако такмичар да погрешан одговор, мора да игра "Руски рулет" и тестира своју срећу. Може пасти кроз рупу или преживети и наставити да игра игру. Такмичари се надмећу у четири рунде, где се сваки тачан одговор награђује, а погрешан кажњава руским правилом, тј. повлачењем ручице. Ако се опасна рупа заустави испод такмичара, он пропада и испада. Пета рунда је резервисана само за најбољег, који ће добити јединствену шансу да удвостручи зарађен новац.
Награда овог квиза je 3.000.000 динара или 2.000 евра.

### Прва рунда
Пет такмичара добијају по 3.000.000 динара (сезона 1) и 2.000 евра (сезона 2) на почетку епизоде, а питања за први круг вреднују се у истом износу.
Број црвених лампица на пољу означава број активних зона пада, почевши од једне капи, а друга зона пада се додаје за свако следеће питање (до пет капи почевши од петог питања) и повећава шансе да ће такмичар бити елиминисан након давања погрешног одговора.
Једном такмичару се покаже питање и мора изазвати противника да одговори на њега. Изазваном такмичару се тада приказују три могућа одговора и има 15 секунди да одабере тачан одговор. Тачан одговор додељује такмичару 5.000.000 динара (сезона 1) и 5.000 евра (сезона 2) и постаје изазивач за следеће питање; ако такмичар одговори погрешно или му понестане времена, губи сав свој новац изазивачу и мора да игра руски рулет повлачећи ручицу испред себе да би ротирао зоне пада у игри око шест капија. Ако зона пада слети на место тог такмичара, врата се отварају и они пропадају кроз под и елиминишу се из игре. У супротном, такмичар остаје у игри и постаје изазивач за следеће питање.
Рунда се завршава када такмичар падне и буде елиминисан. Ако време истекне пре него што се ово деси, један такмичар се насумично елиминише једним последњим повлачењем ручке у центру бине. Такмичар са највећим резултатом добија имунитет од пада тако што долази до центра позорнице да повуче ручицу; ако је резултат нерешен, домаћин повлачи полугу, при чему су сва четири такмичара у опасности од елиминације. Новац елиминисаног такмичара (ако га има) се равномерно распоређује међу преостала три такмичара.

### Друга, трећа и четврта рунда
Друга и трећа рунда се игра слично као и прва, при чему четури преостала такмичара одговарају на питања у вредности од 7.000.000 динара и 10.000.000 динара (сезона 1) и 7.000 евра и 100.000 евра (сезона 2) свака питања сада имају четири могућа одговора. У четвртој рунди, два преостала такмичара се суочавају са питањима у вредности од 15.000.000 динара (сезона 1) или 150.000 евра (сезона 2). Игра је слична првој, другој, трећој и четвртој рунди, осим што такмичар који први чује питање може изабрати да сам одговори на њега или да изазове свог противника. После четврте рунде а у четвртој рунди време није ограничен, последњи такмичар задржава сав свој новац и иде у бонус рунду, док другопласирани аутоматски испада. Ако је другопласирани имао новац након што је испао у петој рунду, тај новац се даје последњем такмичару који стоји. Ако је на крају четврте рунде нерешено, игра се једно последње насумично окретање руског рулета против пет опасних поља да би се одредио победник.

### Бонус рунда
Победнички такмичар се премешта у горњу леву зону и има 60 секунди да тачно одговори на пет „забавних“ питања (десет питања са вишеструким избором и три одговора у другој сезони). Они се обично састоје од анаграма и збрканих речи (расклапање слова да би се формирао одговор на основу датих трагова), математичких задатака и питања општег знања. Тајмер почиње да откуцава док домаћин поставља прво питање. Након сваких десет секунди, на игралишту се отвара једна зона испадања. Ако време истекне или такмичар у било ком тренутку да нетачан одговор, он или она одустаје, али добија 30.000.000 динара (200.000 евра у другој сезони) за сваки тачан одговор. Такмичар има могућност да проследи питање и врати се на њега ако му време дозвољава. У првој сезони, од такмичара се тражило да сваки одговор започне фразом „Мој одговор је...“ како се гласно размишљање не би погрешно сматрало одговором, али то више није потребно у другој сезони.
За тачан одговор на сва питања, добитак такмичара за ову рунду се повећава на 30.000.000 динара (сезона 1) и 200.000 евра (сезона 2).

## Епизоде

### Сезоне
Квиз се успешно емитовао три сезоне и стекао је популарност у одређеним круговима.
- Прва сезона имала је 70 епизода[6] — (2003—2004)
- Друга сезона имала је 94 епизода — (2004—2005)
- Трећа сезона имала је 11 епизода — (2007)

### Гости квиза
Такмичари који су учествовали у квизу су били у некој епизоди квиза руски рулет а то су:
- Милан Милићевић, Драган Гаги Јовановић, Сава Бурсаћ (2003)[7]
- Горан Авалић, Мирослав Цветковић (2003)
- Омер Екић (2003)
- Радмило Јанковић (2003)
- Петар, Младен (2003)
- Горан Милојевић (2003)
- Радмила Раденовић, Слободанка Латиновић (2003)
- Марко Поштар (2003)
- Радисав Јоковић, Зоран Николић, Ферик Рамадани, Миодраг Милаковић, Ђорђе Калуђерски (2003)
- Конобари (Бојан Сарић, Зоран Кузмић, Предраг Горанчић, Драган Кајтез, Милан Ивановић) (2003)
- Светлана Ђурић, Јулијана Антић, Љубица Јосиповић, Жармена Грчић, Дијана Мирковић (2003)
- Драгана Поповић, Марија Мартиновић, Мелани Чалија, Ивана Ковачевић, Милица Ћоровић (2003)
- Бојан Стипић (2003)
- Јована Стипић (2003)
- Ана Станић, Зоран Живановић, Мики Перић, Горан Јевтић, Јелена Галонић (2003)
- Илија Илић (2003)
- Драгана (2003)
- Драган Живковић (2003)
- Оља Штиглић, Драган Драгојевић, Едвин Тот, Александар Пејић, Зоран Анечић (2003)
- Марко Игњатовић (2003)
- Тијана Стајшић (2003)
- Стефан Накић, Бранислав (2004)
- Мирко, Владимир Радусиновић - Радуле (2004)
- Мина Ђурић, Душко Милановић, Марко Чавић, Гордана Алић, Златко Давидовић (2004)
- Ибро Буљубашић, Горан, Борко (2004)
- Љиљана Шашо, Муниб Шабић, Исмет Папић, Небојша Медаровић, Драгана Атанацков (2004)
- Весна Страживук, Александар Поповић, Амер Лучкин, Александра Миљановић, Бранислав Ковачевић Кузмановић (2004)
- Александар Гирша, Лолито, Мирела (2004)
- Стамена Младеновић, Данијел Благић, Зоран Шундић, Татјана Поповић Максимовић, Саша Алексић (2004)
- Гојко Малиновић, Будимир Јевтић, Саша Стајчић, Мирјана Ђокић, Бранислав Косарев (2004)
- Магдалена Ранђеловић, Бранко Мутавџић, Драган Лазић, Александра Куљанин, Дејан Игњатовић (2004)
- Данијел Пинтер, Зоран Шмања, Иван Һирман, Борислав Јакшић, Светлана Томашевић (2004)
- Велибор Ђукичин, Милета Миле Чорбић, Дејан Трифуновић, Драгана Витошевић, Горан Стојановић (2004)
- Мирослав Николић (2004)
- Александар Божовић, Жељко Чворовић, Дејан Сташевић, Борко Посијоковић, Марина Гајић (2004)
- Драгана Недељковић, Ненад Петровић, Стеван Карановић, Милан Нинковић, Владимир Страживук (2004)
- Милица Мандић (2004)
- Есад Хурић (2004)
- Драган Јешић, Саша Радоњић, Афан Харачић, Јелена Станкић, Мирослав Јеличић (2004)
- Астролози (Бојана Ненадић, Срђан, Мирослав Нобеловић, Сања Перић, Божидар Ђондовић) (2004)
- Дејан Стојић Стојке (2004)
- Младен Кецман (2004)
- Станислава Сташа Димитријевић (2004)
- Слађана Делибашић, Дано Пантић, Горан Глухаковић, Јелена Нишевић, Жељко Божић (2004)
- Миленко Перић, Станка Савчић, Биг Лале (Лазар Антић), Дрина Ђурић, Хамидахамане Маига (2004)
- Анита Лазић, Слободан Бранковић, Растко Јанковић, Наталија Обренић, Ниггор (2004)
- Милица Бељански, Игор Первић, Владимир Ивић, Бојан Тасић, Ања Спасојевић (2004)
- Горан Стојићевић Карамела, Мики Перић, Оља Карлеуша, Ксенија Којић, Џеј Рамадановски (2004)
- Дина (2004)
- Владимир Цветковић, Иван Зарић, Јована Балашевић, Владимир Ђурић Ђура, Дарко Костић (2004)
- Ана Михајловски, Маринко Маџгаљ, Мари Мари, Милош Ђукелић, Зорана Меденица (2004)
- Катарина Шишмановић, Франо Ласић, Вицко Милатовић, Снежана Перић, Зоран Радојичић (2004)
- Иван Босиљчић, Ђорђе Станковић, Вук Видор Величковић, Миодраг Петровић Пеле, Анабела Басало (2004)
- Дејана Стевановић, Никола Николовски, Гога Секулић, Марина Мишчевић Трифуновић, Јована Бачић (2004)[8]
- Срђан Векић, Никола Булатовић, Југ Радивојевић, Мирољуб Турајлија, Јелена Ушћумлић (2004)
- Наташа Маљевић, Иван Никчевић, Драгана Илић, Радослав Станисављевић Willy, Срђан Радојковић (2004)
- Јован Шењановић, Тамара Ратковиć, Ашок Мурти, Марија Савић Срећковић, Гордана Орешчанин (2004)
- Милена Ђорђевић, Предраг Перуничић, Радомир Почуча, Дуња Черевински, Јелена Вукосављевић (2004)
- Саша Обрадовић (2004)
- Јован Матић (2004)
- Љиљана Шошкић, Влада Миленковић, Ненад Бусарац, Ана Франић, Богомир Дорингер (2004)
- Милан Златановић Змо, Миле Исаковић, Андрија Ђорђевић, Ирина Вукотић, Мирко Стојаковић (2004)
- Владимир Мандић, Ива (2004)
- Наталија Дедић, Момчило Петров, Андрија Милошевић, Вукота Брајовић, Маја Пелевић (2004)
- Горица Поњавић, Александар Саша Ђорђевић, Јелена Билбија, Горан Ковачевић (Ди-џеј Змија), Ненад Величковић (2004)
- Иван Радосављевић (2004)
- Јасмина Бећировић, Иван Томић, Ненад Жујић, Марија Вељковић, Срба Кабадајић (2004)
- Јелена Новаковић, Сања (2004)
- Марија Килибарда (2004)
- Мики Дамјановић, Ива Штрљић (2004)
- Тијана Јеремић, Зоран Ћосић, Милица Перовски, Оља Црногорац, Даниел Богдановић (2004)
- Композитори - (Зоран Радетић, Марко Кон, Александар Кобац, Ђорђе Јанковић, Алек Алексов) (2004)
- Дубравко Јовановић (2004)
- Маја Николић (2004)
- Јадранка Бугарски, Зијо Ризванбеговић, Бојан Томић, Јелена Ценић, Душица Јаковљевић (2004)
- Локица Стефановић (2004)
- Чеда Чворак (2004)
- Лука Тешановић (2004)
- Жарко Лазић, Стеван Анђелковић (2004)
- Бојана Поповић, Иван Голушин, Бојана Рољић, Марија Латиновић, Александар Жакић (2005)
- Позоришни глумци - (Ивана Вукчевић, Сузана Лукић, Вања Капетановић, Саша Јоксимовић, Александра Илијевски) (2005)
- Сања Маринковић (2005)
- Ивана Павковић, Ивана Поповић (2005)
- Сузана Манчић (2005)
- Ханка Палдум, Силва, Каролина Гочева, Огњан Оги Радивојевић, Сања Тигрица (2007)
- Томаж Михелич Marlenna, Семир Церић Коке, Фуад Бацковић Дин, Слађана Петрушић, Елена Ристеска (2007)
- Санди Ценов, Ксенија Пајчин, Niggor, Ирина Вукотић, Јелена Мркић (2007)
- Бојана Николић Јанковић, Рабија Катанић, Александра Недић, Ана Пендић Радош, Ненси Абдел Сахи (2007)
- Курсаџије - (Јована Петронијевић (Цуца), Андрија Ковач (Хрвоје Метличић), Ранко Горановић (Луди Милојко или Геџа), Саша Пантић (Ајдеми Попуши), Неша Чолић (Фико Каракуртовић)) (2007)
- Анабела Атијас Funky G, Драган Којић Кеба (2007)
- Катарина Раутек, Ана Николић, Раде Рапидо, Зијо Ризванбеговић, Богољуб Митић Ђоша (2007)
- Стефан Лупино, Милић Вукашиновић, Маја Маријана, Адмира Муратовић, Наташа Којић (2007)
- Блек Пантерси - (Томислав Јовановић „Тома Пантерс”) (2007)
- Његица Балорда, Ведрана Грбовић, Ирис Мулеј, Снежана Бушковић, Ирна Смака (2007)
- Катарина Остојић Kaja (2007)
- Финалисти ВИП Великог брата